# Joseph Victor Widmann
Joseph Victor Widmann, v publikacích obvykle uváděn jako J. V. Widmann nebo Josef Viktor Widmann (20. února 1842 Brněnské Ivanovice – 6. listopadu 1911 Bern) byl švýcarský spisovatel, redaktor a literární kritik.

## Životopis
Narodil se ve správní budově při ivanovickém zámku.
Dětství strávil na faře v Liestalu, kde byl reformovaným farářem jeho otec Joseph Otto Widmann, bývalý cisterciácký mnich z kláštera Heiligenkreuz. Častým hostem na faře byl Widmannův o tři roky mladší přítel Carl Spitteler.
Po školní docházce v Liestalu a Basileji studoval na basilejském Pädagogium, kde byl jeho učitelem Wilhelm Wackernagel. Na přání svého otce v letech studoval v letech 1962 až 1965 protestantskou teologii a filozofii v Heidelbergu a Jeně.
V roce 1865 se oženil s ovdovělou tetou Carla Spittelera, Sophií Brodbeckovou, rozenou Ernstovou, která pocházela z Winterthuru a do manželství přivedla dvě děti. V roce 1868 se stal ředitelem bernské dívčí škole. V roce 1880 byl navzdory oblibě u žáků i kolegů ze své funkce odvolán. Od roku 1880 až do konce života byl redaktorem fejetonů v bernském deníku Der Bund.
Za svého života byl jedním z nejvlivnějších literárních kritiků ve Švýcarsku. Veřejně podporoval Carla Spittelera, objevil Ricardu Huchovou a Roberta Walsera, jemuž pomohl k prvním publikacím. Od roku 1874 cestoval s Johannesem Brahmsem po Itálii.
Josef Viktor Widmann zemřel několik měsíců před svými sedmdesátými narozeninami, jeho žena Sophie ho přežila o pouhých devatenáct dní. Oba byli pohřbeni ve městě Bern na hřbitově Schosshalden.
Byl šestkrát nominovaný na Nobelovu cenu za literaturu, avšak ani jednou ji nezískal. Na jeho rodném domě v Brně byla umístěna pamětní deska. Ta však byla nacisty sundána, protože jej považovali za částečného Žida. V roce 1946 bylo v Liestalu otevřeno muzeum poezie věnované Widmannovi a dalším.

## Ocenění a vyznamenání
- 1905: Bauernfeldova cena
- 1909: Čestná cena německé Schillerovy nadace ve Výmaru